# Колючая соня
Колючая соня (лат. Platacanthomys lasiurus) — млекопитающее семейства Platacanthomyidae отряда грызунов. Эндемик Индии, обитает только в горах Западные Гаты.
Внешне напоминает садовую соню с красновато-коричневой окраской спины и беловатым брюшком. Однако на спине колючей сони растут острые плоские широкие иглы, перемешанные с мягким подшёрстком. Хвост опушён только на конце и окрашен темнее туловища; он чуть короче тела — 7,5—10 см. Длина тела колючей сони 13—21 см, масса 60—80 г.

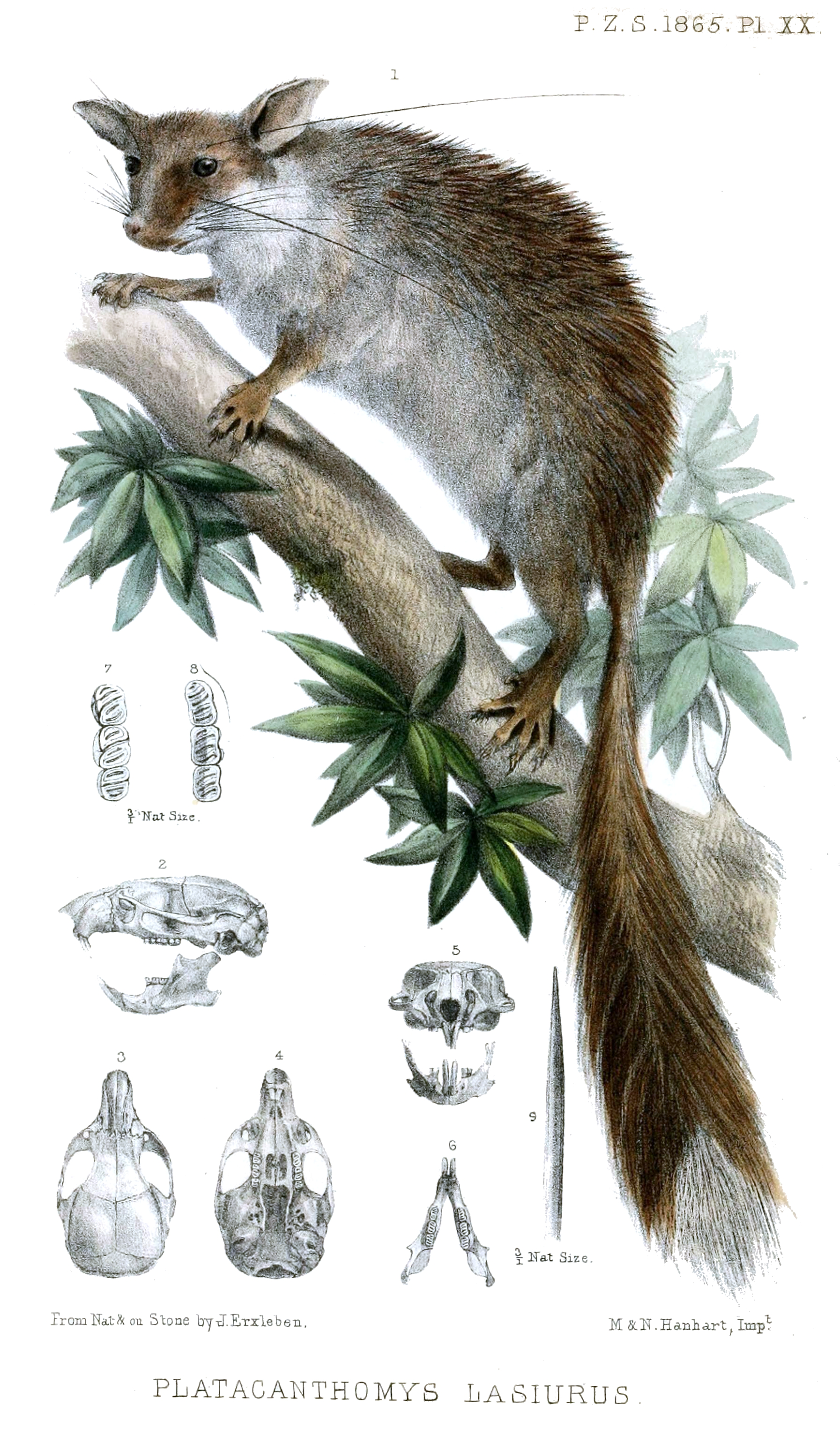
Из Трудов Лондонского зоол. об-ва, 1864.

Колючие сони живут в холмистых и низкогорных районах, на высоте 600—900 м над уровнем моря. Селятся в лесах и на поросших кустарником склонах. В древесных дуплах, скальных трещинах устраивают шарообразные гнёзда из мха и листьев. Ведут древесный, предположительно, ночной образ жизни; лазают по ветвям, используя длинный хвост как балансир. Размножаются, видимо, во влажный сезон. Питаются растительной пищей — семенами, плодами и зелёными побегами. За привычку поедать зреющий перец их иногда называют «перечными крысами».
Продолжительность жизни неизвестна; одна пойманная самка прожила в неволе 20 месяцев.
Хотя местами колючие сони весьма многочисленны, однако изучены они крайне слабо.